# 機動戦士ガンダム 連邦vs.ジオン
- 機動戦士ガンダム vs.シリーズ > 機動戦士ガンダム 連邦vs.ジオン
- 機動戦士ガンダム > 機動戦士ガンダム 連邦vs.ジオン

『機動戦士ガンダム 連邦vs.ジオン』（きどうせんしガンダム れんぽうバーサスジオン）は、2001年3月26日に発売され、翌27日より稼働が開始されたアーケードゲーム。開発・カプコン、販売バンプレスト。略称は「連ジ」。以後、『機動戦士ガンダム vs.シリーズ』としてシリーズ化された。
本項では、シリーズ第2作として登場した、アッパーバージョン『機動戦士ガンダム 連邦vs.ジオンDX』（きどうせんしガンダム れんぽうバーサスジオン デラックス）についても解説する。

## 概要
アニメ『機動戦士ガンダム』に登場するモビルスーツが、地球連邦とジオン公国にわかれて戦う3Dアクションゲームである。広義では対戦型アクションゲームに分類される。2対2の戦闘を基本として最大4人で同時プレイが可能で、僚機との連携が必須となっている。また、BGMは原作のものがPCM音源で（何曲かはボーカル付き）流れ、雰囲気を盛り上げている。

## 機動戦士ガンダム 連邦vs.ジオンDX
2001年9月14日に稼働。この作品では利用可能なモビルスーツやステージなどの追加、ゲームバランス・モビルスーツの性能の調整が行なわれている。同年12月6日にはPlayStation 2対応の家庭用版『機動戦士ガンダム 連邦vs.ジオンDX』（以下DX）が発売され、一人用に特化したミッションモードが追加された。さらに通信回線を介してアーケード版と同様に4人同時対戦が可能だった（2004年8月2日にサービス終了）。また、初期版とDXをそれぞれGD-ROMに収めた2枚組のドリームキャスト版『機動戦士ガンダム 連邦vs.ジオン&DX』も2002年4月11日に発売されている。こちらはオフラインは1人プレイ専用（マルチマッチング対応ソフトであったが2004年8月2日にサービス終了）。バンダイのセガ製ハード最後のゲームソフトであった。

## ゲームルール
- 操作はレバーと射撃、格闘、ジャンプ、サーチ／ターゲット変更の4ボタンで行う。格闘ボタンと射撃ボタンを同時押しすると「サブ射撃」、格闘ボタンとジャンプボタンを同時押しすると「特殊格闘」を行える。
- モビルスーツは明確な性能の違いがあり、個別にコストが定められている。性能の良いモビルスーツはコストが高い。
  - モビルスーツが撃破されると設定されたコストの分だけ、戦力ゲージが減少する。味方機が撃破されたときもそのコストに応じて総コストが減少する。相手側の戦力ゲージを0にすると勝利、自分側の戦力ゲージが0になると敗北。
  - プレイヤー側の戦力ゲージの初期値は600。CPU戦における相手の戦力ゲージ初期値は400-500（プレイヤー側の人数により異なる）。2対2または1対1の対戦では両者600からスタート。1対2の対戦では人数の少ない側が750となる。
- 時間制限があり、タイムが無くなるとどのような状況であってもゲームオーバー。対戦の場合は両チームともゲームオーバーとなり、時間切れ勝ちは無い。
- 自機と僚機の2人で協力し合いながらプレイする。1人しかいない場合は僚機をCPUが担当する。なおCPUはコストがプレイヤーの使う場合の約半分に設定されている。また対CPU戦の時のみ3体の敵と同時に交戦する場合がある。
- スタートボタンを押すと、僚機に通信を行う（DXのみの仕様）。僚機が人間の場合は自機の損害状況を相手に報告し、僚機がCPUの場合はCPUに指令（ノーマル・射撃重視・格闘重視・援護重視・回避重視の5種から選択可能）を通達する。
- 地球連邦軍は地球連邦の、ジオン軍はジオン公国のモビルスーツ・モビルアーマーしか仕様できないが、鹵獲モードonの設定にすると相手方のモビルスーツも利用可能になる。（DXのみの仕様）
- 射撃武器には弾数が設定されており、撃ちつくすとその武器はしばらく使用できなくなる。武器は個別に設定された速度・方法で自動的に弾数が回復する。ビーム系の武器は一発ずつ徐々に回復（約8秒で1発、機体により異なる）し、マシンガンやミサイルなどの実弾は撃ち尽くしたあと一定時間で全弾回復する。
  - DXの一部のモビルスーツは、弾倉交換（リロード）の動作を行うことで自分の意思で弾数を最大に戻すことが可能。なお、この方式の場合は弾数の自動回復は存在せず、リロードを行わない限り弾切れのままとなる。
- 一部の機体はサーチボタンを長押しすることで「砲撃モード」に移行する（機体によっては特定の武装のみ）。砲撃モード中は移動ができなくなるが、連射性能が上がる、キャノン系武装は障害物を避ける射角をとるなどの恩恵がある。
- ゲームスタート時に任意のプレイヤーネームを入力可能（アーケード版ではカタカナと漢字の一部のみ）。
- ジャンプボタンを押すと、機体が上昇する。ブーストゲージが存在し、上昇中はこのゲージ残量が減る。ゲージが無くなるまで上昇することが出来る。ブーストゲージは着地時に回復する。
- レバーを同じ方向に2連続で倒すと、ブーストゲージを少し消費し「ステップ」という短距離の高速移動を行う。ステップ中は格闘やミサイルなど一部の攻撃に存在する誘導を無効化するため、攻撃の回避が容易となる。
  - 機体が空中に浮いた状態でステップの動作を行うと「空中ダッシュ」となり、少しずつ高度を下げながら高速で空中を移動する。空中ダッシュ中はブーストゲージを消費し続ける。
- 一度攻撃を受けるとよろけ、さらに連続して攻撃を受けると転倒しダウンする。ダウン中と起き上がってしばらくの間は無敵状態になり攻撃を受け付けなくなる。ダウン後は自動で起き上がるが、レバーを入力すると倒れたまま地面を転がり、起き上がるまでの時間を遅らせる事が出来る。なお特例として、一部の機体はダウンの動作を持たず、どんな強力な攻撃を受けてもよろけしかしない(ただし、宙域ステージでは他の機体と同様にダウンする)。また、モビルアーマーなど更に一部の機体はスーパーアーマーを持ち、ダウンもよろけもしない。
- 水陸両用型MS（ゴッグ、ズゴック、シャア専用ズゴック、アッガイ、ゾック）は、以下のような特徴を持っている。
  - 水中での移動速度低下の割合が小さい。
  - 水中での上昇動作中にブーストゲージを消費せず、水面から出た瞬間に消費が始まる。
  - 水中で空中ダッシュの動作を行うと、体を前に倒し高速で泳ぐことが可能（DXではブーストゲージを消費）。泳いでいる際は少しずつ高度が下がるが、ジャンプボタンで上昇する事が出来る。
- 戦闘機（Gファイター、Gスカイ）や一部のモビルアーマー（ザクレロ、ビグロ、ブラウ・ブロ、エルメス、グラブロ）は以下の特徴を持つ。
  - 常に前進し続けており、一部を除いて止まることができない。
  - モビルスーツとは操作が異なり、左右入力で旋回、上下入力で上昇・下降。ブーストを押すとブーストゲージのあるかぎり加速。ブーストが終わるとすぐにブーストゲージの回復が始まる。
  - 必ずスーパーアーマーを持っており、怯むことがないため攻撃を受けても強引に進むことが可能。
- 人間との対戦で連勝した場合、連勝している側の攻撃力・防御力が少しずつ低下していく補正（連勝補正）がかかる。
- 一部のモビルスーツは、耐久力が低下して危機に陥ると攻撃力と防御力が向上する。これは根性補正と呼ばれ、上昇率は根性値と呼ばれる。高コストの機体ほど根性値が高い傾向にある。

## 登場モビルスーツ

### 地球連邦軍
RX-78 ガンダム
ビームライフル、ハイパーバズーカ、ガンダムハンマー（宇宙ではハイパーハンマー）の3つからメイン射撃を選択する。サブ射撃は頭部バルカン砲。格闘武器はビームサーベル。長いリーチを誇り、特に空中格闘は優秀。盾を装備している。
DXではハンマー振り回しが可能で、防御判定を持った攻撃ができる。同じくDXでは盾が完全に破壊されるとサーベル二刀流での四連斬が可能。
コストは375。
RX-77 ガンキャノン
メイン射撃はビームライフル、サブ射撃は肩の2連装キャノン砲。このゲームでは頭部バルカン砲は使えない。格闘攻撃はキックだが攻撃判定が極端に弱い。砲撃モード可能、砲撃モード中のビームライフルは弾道こそ直進するため、障害物回避の恩恵は受けないが、連射性能が高く、当てられれば大ダメージである。
コストは250。
RX-75 ガンタンク
メイン射撃は肩の2連装キャノン砲。サブ射撃は持たず、格闘ボタンで副兵装の腕部ボッブミサイルを撃つ。
MS中最高の装甲を持つが、ブースト能力が極端に弱く、高速移動は苦手。砲撃モード可能。ダウンせずよろけしかしない。
足ではなく無限軌道で駆動するため、機体の後方に向かってレバーを倒すと後進を行う事ができる（他のモビルスーツは後ろを振り向く）。
コストは200。
RGM-79 GM
メイン射撃はビームスプレーガン、サブ射撃は頭部バルカン砲。格闘武器はビームサーベル。盾を持つ。
コストは195。
RX-79[G] 陸戦型ガンダム（DXのみ登場）
マシンガン、ビームライフル、ロケットランチャー、180mmキャノン砲、ミサイルランチャーの5つからメイン射撃を選択できる。サブ射撃は胸部バルカン砲、格闘武器はビームサーベル。マシンガンは任意にリロードが可能。180mmキャノン砲を選択した場合のみ、砲撃モード可能。
コストは225、地上専用。
RGM-79[G] 陸戦型GM（DXのみ登場）
ビームライフル、マシンガンの2つからメイン射撃を選択する。サブ射撃を持たず、サブ射撃の操作で後方の僚機を呼ぶ動作をする(動作をするだけで効果は何も無い)。格闘武器はビームサーベル。マシンガンは任意にリロードが可能。
コストは170、地上専用。
RB-79 ボール（DXのみプレイヤーキャラクターとして使用可能）
射撃武器は頭部キャノン砲のみ。格闘はマニピュレーター（腕）で攻撃。モビルアーマーだが操作はモビルスーツと同じで、ステップや空中ダッシュが出来る。砲撃モード可能。ダウンせずよろけしかしない。
コストは100、宇宙専用。
Gファイター（家庭用のみプレイヤーキャラクターとして使用可能）
戦闘機であるため、常に空中に浮き前進し続けている。スーパーアーマーを持ちダウンもよろけもしない。
メイン射撃はビーム砲、サブ射撃か格闘ボタンで副兵装のミサイルを撃つ。特殊格闘操作で停止しゆっくり下降、この状態でモビルスーツを乗せることが可能。
コストは150。
Gスカイ（家庭用のみプレイヤーキャラクターとして使用可能）
メイン射撃がバルカン砲で、サブ射撃のミサイルが連射可能である。この2点以外はGファイターと同じ。スーパーアーマーを持ちダウンもよろけもしない。
コストは200。
 Gブル（家庭用のみプレイヤーキャラクターとして使用可能）
兵装はビーム砲のみ（サブ射撃および格闘攻撃を持たない）。モビルアーマーだが操作はモビルスーツと同じで、ステップや空中ダッシュが出来る。両サイドにシールドを持つ。
無限軌道で駆動するため、後ろに向かってレバーを倒すと後進を行う事ができる。ダウンせずよろけしかしない。
コストは200。

### ジオン公国軍
MS-05 旧型ザク
ザクマシンガン、ザクバズーカの2つからメイン射撃を選択可能。サブ射撃はクラッカー投擲。近接時は素手で、体術を用いた格闘で攻撃。
DXでは格闘動作が一新され、マシンガンの威力が大幅に低下した。
コストは150。スコアを稼いで階級が一定以上になると頭部にアンテナが付き指揮官用仕様となるが、見た目が変わるだけで性能に変化は無い。
MS-06 ザク
ザクマシンガン、ザクバズーカ、マゼラトップ砲、ザクマシンガン（ミサイルポッド装備）の4つからメイン射撃を選択可能。ザクマシンガン（ミサイルポッド装備）以外を選択した場合、サブ射撃はクラッカー投擲。ザクマシンガン（ミサイルポッド装備）を選択するとメイン射撃はザクマシンガンのまま、サブ射撃がクラッカーからミサイルに変更される。格闘武器はヒートホーク。マゼラトップ砲を選択した場合のみ、砲撃モード可能。
コストは160。スコアを稼いで階級が一定以上になると頭部にアンテナが付き指揮官用仕様となるが、見た目が変わるだけで性能に変化は無い。
MS-06S シャア専用ザク
ザクマシンガン、ザクバズーカの2つからメイン射撃を選択可能。サブ射撃はクラッカー。格闘はヒートホークで斬り付けたりタックルや飛び蹴りで攻撃する。
通常のザクより素早く、格闘のバリエーションが豊富な代わりに装甲が薄い。
コストは175（DXでは195）。
MS-07 グフ
メイン射撃はフィンガーバルカン、サブ射撃はヒートロッド。格闘武器はヒート剣。
高い機動力と装甲を持ち、格闘戦を得意とする。盾も装備。
通常メイン射撃と格闘を交互に使用すると武器を持ち替えるが、グフはヒート剣を持ったままフィンガーバルカンを撃つことができる（ヒートロッドを使用する際はヒート剣をしまう）。
コストは200、地上専用。
MSM-07 ズゴック
メイン射撃は腕部メガ粒子砲、サブ射撃は6連装頭部ロケット砲。近接時は格闘（クロー、頭突き）で攻撃。
下記の水陸両用MS全てに共通することとして、格闘武器を持っているわけではないため武器の持ち替えは存在しない。
コストは200、地上専用。
MSM-07S シャア専用ズゴック
ズゴックの指揮官用で、武装や機体特性はほぼ同等。
量産型ズゴックとは一部格闘のモーションが異なり、動きも素早いが、代わりに装甲が薄い。
コストは220（DXでは250）、地上専用。
MSM-04 アッガイ
メイン射撃は頭部バルカン砲、サブ射撃は腕部ロケット砲。近接時は格闘（蹴り、クロー）で攻撃。
コストは170、地上専用。
MSM-03 ゴッグ
メイン射撃は胸部拡散ビーム砲。サブ射撃は胸部の魚雷。近接時は格闘（クロー、頭突き）で攻撃。
ガンタンクに次ぐ堅牢な機体で、格闘戦を得意とする。
コストは200、地上専用。
MSM-10 ゾック
メイン射撃は4連装ビーム砲、サブ射撃は頭頂部のフォノンメーザー砲。近接時は格闘で攻撃。
ドムと似たホバー移動をし、移動の隙が少ない。砲撃モード可能。フォノンメーザー砲は頭上に撃つため通常は使い物にならないが、水中ダッシュで体を倒している時は前方への攻撃になる。
コストは200、地上専用。ダウンせずよろけしかしない。
YMS-15 ギャン
メイン射撃はニードルミサイル、サブ射撃はハイドボンブ。格闘武器はビームサーベル。格闘に特化した性能となっている。
DXで大幅に性能が変化し、格闘時に構えが必要になった。また、DXでは盾が壊れるようになり、壊れると盾から発射されるメイン射撃とサブ射撃も使用不可になる。
コストは245（DXでは300）。
MS-09 ドム / MS-09R リック・ドム
メイン射撃はジャイアントバズ、サブ射撃は胸部拡散ビーム。格闘武器はヒート剣。
ホバーによる高速移動が特長。また、ジャイアントバズは他のモビルスーツのバズーカ系の武器と違い、相手にヒットさせてもダウンしないという特性がある。
コストは225。なお宇宙の場合は名前がリック・ドムになるが、武装やコストは同じ。
MS-14 ゲルググ
射撃武器はビームライフルのみ。格闘武器はビームナギナタ、素早い動きの斬り動作が特徴。
サブ射撃の操作でナギナタを前に突き出し回転させ、攻撃・防御に使える（DXでは攻撃判定が無い）。背中に盾を背負う。
コストは300。スコアを稼いで階級が一定以上になると頭部にアンテナが付き指揮官用仕様となるが、見た目が変わるだけで性能に変化は無い。
MS-14S シャア専用ゲルググ
武装は量産型と同じくビームライフルとビームナギナタで背中に盾を背負うが、性能は全くの別機体といえるほど異なる。
量産型ゲルググに比べ、ビームライフルの性能が向上し、格闘もより素早い。全機体中最高の移動速度を誇るが、装甲が薄い。
コストは325（DXでは375）。
MSN-02 ジオング
メイン射撃は腕部ビーム砲、サブ射撃はこの腕部を切り離して自動射撃させるオールレンジ攻撃（メイン射撃と弾数を共有する）。格闘は無く、格闘ボタンで頭部メガ粒子砲からビームを放つ。
ダウンせずよろけしかしない。足が無いため着地時はスラスターを吹かし続けて浮遊しており、空中ダッシュ中に着地してもダッシュを継続する（他の機体は着地した際に中断される）という特徴がある。
コストは375、宇宙専用。
MAX-03 アッザム（家庭用のみプレイヤーキャラクターとして使用可能）
メイン射撃は底部メガ粒子砲4門の内2門から4発のビームを水平に撃つ。サブ射撃でアッザムリーダーを射出。格闘攻撃はなく、格闘ボタンで四方に配置されたキャノン砲を撃つ。キャノン砲の弾は放物線を描いて飛ぶため、位置を調整することで地上への攻撃が可能。
移動方法が特殊で、レバー入れで高度を保ったまま水平移動、ブーストボタンで上昇、何も操作しないと下降となっている。
空中移動にブーストゲージは消費せず、無限に空中を移動し続けることが可能。スーパーアーマーを持ちダウンもよろけもしない。
コストは150、地上専用。
MA-08 ビグ・ザム（家庭用のみプレイヤーキャラクターとして使用可能）
メイン射撃は大型メガ粒子砲、副兵装は全周囲メガ粒子砲を一斉に発射（サブ射撃操作で撃った場合と格闘ボタンで撃った場合で角度が異なる）。格闘攻撃は無いが、歩行中とジャンプ後の落下中に、脚部の爪に攻撃判定が出る。このゲームでは爪を発射する対空防御は使用不可能。
Iフィールドによる対ビーム・バリアを装備しており、ビーム兵器（射撃武器のみ）の弾をかき消すが、零距離射撃ならビーム兵器でもダメージを与えられる。スーパーアーマーを持ちダウンもよろけもしない。
コスト300、宇宙でも地表のあるステージなら使用可能。宙域ステージでは使用不可。
MAM-07 グラブロ（家庭用のみプレイヤーキャラクターとして使用可能）
MAで、常に水中を前進し続けている。メイン射撃は魚雷、サブ射撃はブーメランミサイル。格闘ボタンでクローの付いた腕を振り上げて突進。
コストは150、地上専用。グラブロが入れる大きさの海か川があるステージでしか使用できない上、陸地に上がることができない。スーパーアーマーを持ちダウンもよろけもしない。
MA-04X ザクレロ（家庭用のみプレイヤーキャラクターとして使用可能）
MAで、常に空中に浮き前進し続けている。メイン射撃はビーム砲、サブ射撃はミサイル。格闘攻撃は両手のシックル・アームで斬りつける。スーパーアーマーを持ちダウンもよろけもしない。
メイン射撃のメガ粒子砲は撃つ瞬間相手の方向を向くため向きを合わせる必要は無いが、高度や上下の向きは考慮されないため、地表にいる敵を狙う場合は自力で地表ギリギリを飛ぶ必要がある。ちなみに本来は拡散ビーム砲なのだが、本作では通常の真っすぐ飛ぶビームとして扱われている。
コストは200、宇宙専用。
MA-05 ビグロ（家庭用のみプレイヤーキャラクターとして使用可能）
MAで、常に空中に浮き前進し続けている。メイン射撃はメガ粒子砲、サブ射撃はミサイル。格闘攻撃は両手のクローで殴りつける。スーパーアーマーを持ちダウンもよろけもしない。
メイン射撃のメガ粒子砲は撃つ瞬間相手の方向を向くため向きを合わせる必要は無いが、高度や上下の向きは考慮されないため、地表にいる敵を狙う場合は自力で地表ギリギリを飛ぶ必要がある。
コストは225、宇宙専用。
MAN-03 ブラウ・ブロ（家庭用のみプレイヤーキャラクターとして使用可能）
MAで、常に空中に浮き前進し続けている。兵装は有線ビーム砲のみ。有線ビーム砲は4箇所あり、上下左右方向にレバー入れ＋格闘で、対応する方向のビーム砲を切り離し/引き寄せする。切り離されたビーム砲はその場所に留まる。
メイン射撃で本体に装着しているビーム砲からビームを一斉発射、サブ射撃では切り離したビーム砲からビームを一斉発射（弾数はメイン射撃と共有）。スーパーアーマーを持ちダウンもよろけもしない。
コストは200、宇宙専用。
MAN-08 エルメス（家庭用のみプレイヤーキャラクターとして使用可能）
MAで、常に空中に浮き前進し続けている。メイン射撃はメガ粒子砲。副兵装はビットによるオールレンジ攻撃。レバー入れ＋格闘ボタンでビットを1基飛ばし、レバー入力した方向からビームを撃つ。サブ射撃で本体の周りに停滞しているビットを一斉に飛ばし、全方位から砲撃させる。ビットは他の機体や弾に当たると破壊されるが、破壊された数だけ本体から新たに射出・補充されるので、裸になることは無い。スーパーアーマーを持ちダウンもよろけもしない。
コストは375、宇宙専用。

## 登場パイロット
出撃時に特定のパイロット名を入力することにより、原作に登場したパイロットを使うことができる。
- 連邦軍
  - アムロ・レイ（声 - 古谷徹）
  - ハヤト・コバヤシ（声 - 鈴木清信）
  - カイ・シデン（声 - 古川登志夫）
  - リュウ・ホセイ（声 - 飯塚昭三）
  - セイラ・マス（声 - 井上瑤）
    - 「アルテイシア」と入力してもセイラとして扱われる。

  - スレッガー・ロウ（声 - 井上真樹夫）
- ジオン公国軍
  - 赤い彗星のシャア（声 - 池田秀一）
    - 「キャスバル」と入力してもシャアとして扱われる。専用BGM・シャアが来るが用意されている。

  - ガルマ・ザビ（声 - 森功至）
  - ランバ・ラル（声 - 広瀬正志）
  - マ・クベ（声 - 田中正彦）
  - ガイア（声 - 徳丸完）
  - マッシュ（声 - 永井一郎）
  - オルテガ（声 - 二又一成）
  - ララァ・スン（声 - 潘恵子）
  - ドズル・ザビ（声 - 玄田哲章）
- オペレーター・パイロット以下
  - ブライト・ノア（声 - 鈴置洋孝）
  - フラウ・ボゥ（声 - 鵜飼るみ子）

## ゲーム特有の用語
タイマン
ゲームは2vs2での対戦が基本だが、CPUを回避重視にしたり僚機との連携攻撃をしない事によって、1vs1で対戦をする事。プレイヤーネームにその旨入力（タイマンキボウなど）されていたり、相手の目の前で無防備に小ジャンプする事がタイマンの申し込みと暗黙的に決められている事が多い。
単に1vs1の状況の事を言う事もある。
アッガイダンス
アッガイ利用時のみ可能。レバーニュートラル状態で射撃ボタンをタイミング良く連打すると、頭部バルカンが発射されない代わりに踊っているように見える。特に相手にダメージを与える事は出来ないが、たまに相手が見とれてしまう場合があるのでそのスキに攻撃する。アッガイ萌えが増加する原因となった動作の一つ。
先落ち特攻
たとえばプレイヤーAが撃破された場合、離れた場所から復活して再開ということになる。するとそのパートナーであるプレイヤーBは、単機で2機を相手にすることになる。この場合そのプレイヤーBはどうしても敵味方全4機の中で最も撃破される確率が高くなる。そこに復活したプレイヤーAが助けに行ったとしても、プレイヤーBがその時点で最も不利な状況が好転するわけではないので、2対2に持ち込んだとしても、そのままプレイヤーBが体力負けしている状況になっている可能性は高い。つまり2対2の最中にBが撃破され、さらに1対2の不利状況を作る可能性が高くなる。
すると不利な状態が続いてしまい、負けが濃厚となる。そこで、撃破された後に戦線復帰する際は、近寄らずに援護射撃などをする程度にして、プレイヤーBが撃破されるまで主戦場に近寄らず、Bも復活してA・B両者の体力が満タンという状態にしてから改めて勝負に行く、というのがチームプレイの定石。これが、1対2（自軍のプレイヤーが1）で戦う局面を最も少なくする基本戦法。これを守らず、先に落ちておいてさらに復活後すぐ戦場に特攻してわざわざ不利な状況を呼び込む初心者プレイを指して戒めのためこう呼ぶ。

## 開発から発売までの経緯
2021年に、元カプコンの岡本吉起が自身のYouTubeチャンネルで当時の開発から発売までの経緯が詳細に語られた。

岡本の話によれば、当時マリーガルマネジメントの社長だった香山哲と話をする機会があり、その時に『機動戦士ガンダム』の原作者である富野由悠季も同席していた事から、香山から「カプコンでガンダムの版権のゲームを作ったらどうか？」という話を持ちかけられる。岡本はその場で「いいんですか？」と確認を取ったが、富野からは「いいよ」と了承を得ており、香山にも「富野さんも来られてるから大丈夫」と言われた事から、版権ものとして開発が始まったという。そのような経緯から、本来『機動戦士ガンダム』の版権を統括するバンダイには一切話を通さずに開発は進み、ほぼ完成という段階でカプコン側からバンダイへ話を持って行ったところ、バンダイ側からは「ガンダムの版権は全てバンダイである」「富野由悠季個人にガンダムの権利を他に渡す権利はない」と返され断られる。
岡本はバンダイの承諾は得ていると思っていたため、バンダイからの返事に非常に驚いた。完全に事後承諾だった訳であり、お蔵入りになってもおかしくない状況にあった（その経緯から、販売に関してはバンダイを通じて行う事となった。ただしDXの家庭用についてはドリームキャスト,PlayStation 2版はカプコンの自社流通で販売された。それ以降はバンダイナムコゲームス発売作品と同様、ハードメーカーの流通網で販売されている）。
その後、カプコン側でアーケード版をバンダイへ持ち込んでプレゼンし交渉を続けるも発売許可は出ず、岡本も開発費も人員も投じて製作したタイトルをお蔵入りにする訳にはいかず、手ぶらでは帰れないと「発売がダメな理由だけでも教えてもらえないか？」と答えを求めたところ、バンダイ側からは「ガンダムの商品の発売のタイミングは既に予定が決まっており、そこに他社のものを組み込む訳にはいかない」と言われ、それならカプコンで発売ならスケジュールをずらし、バンダイから発売ならそちらに全て合わせる。と打診するも発売は許可されなかった。
また、もう一つの理由として、カプコン側で製作したゲームのクオリティが良すぎる為に、この先バンダイのガンダムのゲームが売れなくなる恐れがあると言われ、そこで岡本は「ソースコードをバンダイ側にお出ししますので、その後皆さんが作る物のクオリティを上げたらいいじゃないですか」と回答したところバンダイも了承し、これでようやくバンダイからの許可が出て発売に至ったという。